# فارماکودینامیک

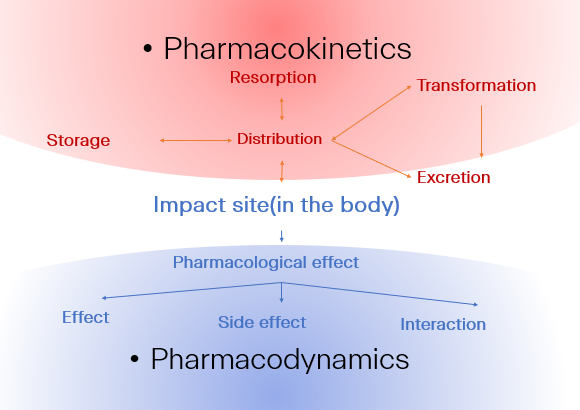
تعریف فارماکودینامی و فارماکوکینتیک

فارماکودینامیک مطالعه تأثیرات فیزیولوژیک داروها بر بدن و سایر ریز جاندارها (مایکرو ارگانیسم)ها یا انگل‌ها است. علاوه بر این، سازوکار اثر داروها و تأثیر غلظت دارو بر اثر دارو از مباحث مورد بحث در مبحث فارماکودینامیک است. فارماکودینامیک به طور خلاصه اثر دارو بر بدن است در حالی که فارماکوکینتیک، تأثیر بدن بر دارو را بررسی می‌کند.

## تأثیرات بر روی بدن
اغلب داروها یا از یک فرایند فیزیولوژیک/زیستی-شیمیایی تقلید می‌کنند یا از آن جلوگیری می‌کنند و در حیوانات از فرایندهای پاتولوژیک جلوگیری می‌کنند یا این که فرایندهای حیاتی در انگل‌های خارجی و داخلی یا ریز جاندارها را مانع می‌شوند.
 فارماکودینامیک پنج نوع عمل را در مورد داروها بررسی می‌کند:
1. پایین آورنده(Depressing)
2. محرک(Stimulating)
3. سمی بودن بر سلول‌ها
4. برانگیختن
5. جای گذاری مواد

## فعالیت دلخواه
فعالیت دلخواه داروها به این صورت فهرست می‌شود
1. شکستن غشای سلولی
2. واکنش شیمیایی
3. بر همکنش با آنزیم‌های پروتئینی
4. بر همکنش باپروتئین‌های ساختاری
5. بر همکنش باپروتئین‌های حامل
6. بر همکنش با کانال‌های یونی
7. پیوند لیگاندی با گیرنده ها (هورمونی، انتقال دهنده عصبی)

## فعالیت غیر دلخواه
1. افزایش احتمال جهش
2. انبوه اثراتی که منجر به مرگ می‌شود
3. بر همکنش (افزودنی، افزاینده یا متابولیک)